# Fisica degli attosecondi

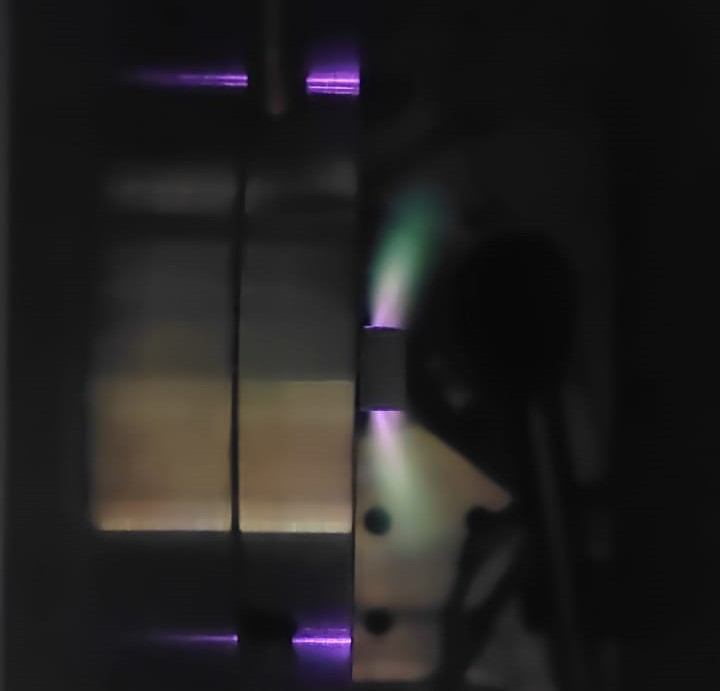
Generazione di armoniche elevate nel cripto, una delle tecniche più usate per creare impulsi di luce della durata di attosecondi

La fisica degli attosecondi, nota anche come attofisica o in generale scienza degli attosecondi, è una branca della fisica moderna che si occupa dei fenomeni di interazione luce-materia in cui impulsi fotonici nella scala degli attosecondi (1×10−18 s) vengono utilizzati per svelare i processi dinamici nella materia con una altissima risoluzione temporale.
Nel 2022, Anne L'Huillier, Paul Corkum e Ferenc Krausz hanno ricevuto il premio Wolf per la fisica per i loro contributi pionieristici alla scienza dei laser ultraveloci e alla fisica degli attosecondi. Nel 2023 L'Huillier e Krausz insieme a Pierre Agostini hanno vinto il Premio Nobel per la fisica «per i metodi sperimentali che generano impulsi di luce ad attosecondi per lo studio della dinamica degli elettroni nella materia».

## Panoramica
La scienza degli attosecondi utilizza principalmente metodi spettroscopici per studiare il processo fisico di interesse. A causa della complessità di questo campo di studio, generalmente è necessaria un'interazione sinergica tra un apparato sperimentale all'avanguardia e strumenti teorici avanzati per interpretare i dati raccolti dagli esperimenti ad attosecondi.
I principali campi di ricerca della fisica degli attosecondi sono:
1. Fisica atomica: studio degli effetti di correlazione elettronica, ritardo della fotoemissione e tunnelling di ionizzazione.[2]
2. Fisica molecolare e chimica molecolare: ruolo del moto degli elettroni negli stati eccitati molecolari (ad esempio processi di trasferimento di carica), fotoframmentazione e trasferimento di elettroni indotti da impulsi luminosi.[3]
3. Fisica dello stato solido: studio della dinamica degli eccitoni in materiali 2D avanzati, movimento dei portatori di carica nei solidi nella scala dei petahertz, dinamica degli spin nei materiali ferromagnetici.[4]

Uno degli obiettivi principali della scienza degli attosecondi è fornire approfondimenti avanzati sulla dinamica quantistica degli elettroni negli atomi, nelle molecole e nei solidi, con la sfida a lungo termine di ottenere il controllo in tempo reale del movimento degli elettroni nella materia.
Al 2023, il primato mondiale per l'impulso luminoso più breve generato dalla tecnologia umana è di 43 attosecondi.